# 条叶齿缘草
条叶齿缘草（学名：Eritrichium gracile）为紫草科齿缘草属的植物，为中国的特有植物。分布于中国大陆的西藏等地，生长于海拔4,650米的地区，一般生长在石灰岩砾石堆，目前尚未由人工引种栽培。